# John Ishiyama
John Toaru Ishiyama (Parma, 1960) es un politólogo estadounidense. Se desempeña como profesor Piper en la Universidad del Norte de Texas. Esta especializado en política comparada, en particular la estructura de partidos y la democratización de los estados postsoviéticos, así como la política de Etiopía. Es expresidente inmediato de la Asociación Estadounidense de Ciencias Políticas.

## Biografía

### Primeros años
Ishiyama creció en Parma, Ohio. Ha atribuido su decisión de convertirse en politólogo a un temprano interés en cómo cambian y evolucionan las cosas. Ishiyama asistió a la Universidad Estatal de Bowling Green y se graduó con una licenciatura en ciencias políticas e historia en 1982. Luego realizó una maestría en el Centro de Estudios Rusos y de Europa del Este de la Universidad de Míchigan, donde se graduó en 1985. En 1992, obtuvo un doctorado en ciencias políticas de la Universidad Estatal de Míchigan.
En 1990, se unió a la facultad de ciencias políticas de la Universidad Estatal Truman, donde permaneció hasta 2008. En 2008, se mudó a la Universidad del Norte de Texas. Desde 2002, también está afiliado al Centro de Estudios Rusos y de Europa del Este de la Universidad de Kansas.

### Carrera
En 2023, había sido autor o editor de 10 libros y más de 190 artículos de revistas y capítulos de libros. Fue editor de dos libros: De las balas a las boletas: la transformación de los grupos rebeldes en partidos políticos (2018) y Partidos sucesores comunistas en la política poscomunista (1999), y coautor con Marijke Breuning de Etnopolítica en la Nueva Europa en 1998. Fue autor del libro de 2012 Política comparada: principios de democracia y democratización, que es una introducción a la política comparada que se centra en la cuestión de qué condiciones promueven u obstaculizan el desarrollo democrático.
El artículo de Ishiyama de 2014 "Guerras civiles y sistemas de partidos" en Social Science Quarterly ganó el premio Charles Bonjean al mejor artículo publicado en Social Science Quarterly cada año. Su artículo de 2009 "La política de la adopción internacional: explicación de la variación en los requisitos legales de los países del África subsahariana" en Perspectives on Politics ganó el premio Heinz Eulau al mejor artículo publicado en American Political Science Review y Perspectives on Politics cada año.
Fue el editor en jefe de American Political Science Review desde 2012 hasta 2016. Anteriormente fue editor en jefe de la Revista de Educación en Ciencias Políticas, que es la revista de la sección de educación de la Asociación Estadounidense de Ciencias Políticas desde 2004 hasta 2012.
En 2018, ganó el premio Frank Johnson Goodnow de la Asociación Estadounidense de Ciencias Políticas, que "reconoce el servicio sobresaliente a la comunidad de ciencias políticas". Ese año, también recibió el premio Lifetime Achievement Award de la sección de Ciencias Políticas de la Asociación Estadounidense de Ciencias Políticas. Fue miembro del mes de la Asociación Estadounidense de Ciencias Políticas en julio de 2019, y en marzo de 2020 Ishiyama fue el único candidato para las elecciones para convertirse en presidente de la Asociación Estadounidense de Ciencias Políticas en el período que comienza en 2021. En 2020, recibió el Premio de Facultad Eminente de la Fundación de la Universidad del Norte de Texas.
El trabajo de Ishiyama ha sido citado, o él mismo ha sido citado, en medios de comunicación como The Washington Post, Vox, y The Chronicle of Higher Education.